# Smartphones von Oppo
Die Smartphones von Oppo sind Smartphones, die vom chinesischen Smartphone-Hersteller Oppo Electronics gefertigt werden. Dieser Artikel behandelt alle Smartphones von Oppo, die in Europa angeboten werden.

## Oppo Find-Serie

### Oppo Find X2

#### Oppo Find X2 Lite
Das Oppo Find X2 Lite wurde im Mai 2020 vorgestellt. Das Smartphone verfügt über ein AMOLED-Display, welches aus Corning Gorilla Glass 5 besteht und mit 2400 × 1080 Pixel (411 PPI) auflöst. Die Kamera des Find X2 Lite hat vier Linsen, mit 48, 8, 2 und 2 Megapixel, die Frontkamera hat 32 Megapixel. Im Gerät verbaut Oppo den Qualcomm Snapdragon 765G-Prozessor, dazu kommen 8 Gigabyte Arbeitsspeicher und 128 Gigabyte Interner Speicher. Der Akku hat eine Kapazität von 4.025 mAh, das Smartphone ist 6,4 Zoll groß und 180 Gramm schwer. Das Smartphone verfügt über NFC und unterstützt den neuen Mobilfunkstandard 5G. Bei Marktstart war das aktuelle Betriebssystem Android 10.

#### Oppo Find X2 Neo
Das Oppo Find X2 Neo wurde im Mai 2020 vorgestellt. Das Gerät hat ein AMOLED-Display, dass aus Corning Gorilla Glass 6 gefertigt wurde, über eine Bildwiederholrate von 90 Hertz verfügt und mit 2400 × 1080 Pixel (405 PPI) auflöst. Das Smartphone besitzt eine Quad-Kamera, mit 48, 13, 13 und 8 Megapixel, die Frontkamera hat 32 Megapixel. Im Find X2 Neo kommt als Prozessor der Qualcomm Snapdragon 765 zum Einsatz, dazu kommen 12 Gigabyte Arbeitsspeicher und 256 Gigabyte Interner Speicher. Der Akku hat eine Kapazität 4.025 mAh, das Smartphone ist 6,5 Zoll groß und 171 Gramm schwer. Das Smartphone verfügt über NFC und unterstützt den neuen Mobilfunkstandard 5G. Bei Marktstart war das aktuelle Betriebssystem Android 10.

#### Oppo Find X2 Pro
Das Oppo Find X2 Pro ist das Flaggschiff-Smartphone von Oppo im Jahr 2020. Es verfügt über ein AMOLED-Display mit einer Auflösung von 3168 × 1440 Pixel (519 PPI), mit einer Bildwiederholrate von 120 Hertz, gefertigt aus Corning Gorilla Glass 6. Die Kamera verfügt über drei Linsen, Ultraweitwinkel-, Haupt- und Teleobjektiv, mit 48, 48 und 13 Megapixel, die Frontkamera hat 32 Megapixel. Als Prozessor verbaut Oppo hier den Qualcomm Snapdragon 865, den stärksten Smartphone-Prozessor von Qualcomm im Jahr 2020. Außerdem besitzt das Find X2 Pro 12 Gigabyte Arbeitsspeicher und 512 Gigabyte Internen Speicher, Speichererweiterung wird nicht angeboten. Der Akku hat eine Kapazität von 4.260 mAh, das Smartphone ist 6,7 Zoll groß und 207 Gramm schwer. Anzumerken ist, dass Oppo hier im Vergleich zu den anderen Geräten mit Keramik oder veganem Leder auf der Rückseite die deutlich hochwertigeren Materialien verwendet. Das Find X2 Pro verfügt über NFC, ist Wireless-Charging fähig und unterstützt den neuen Mobilfunkstandard 5G. Bei Marktstart war das aktuelle Betriebssystem Android 10, das Smartphone wurde im März 2020 vorgestellt.

### Oppo Find X3

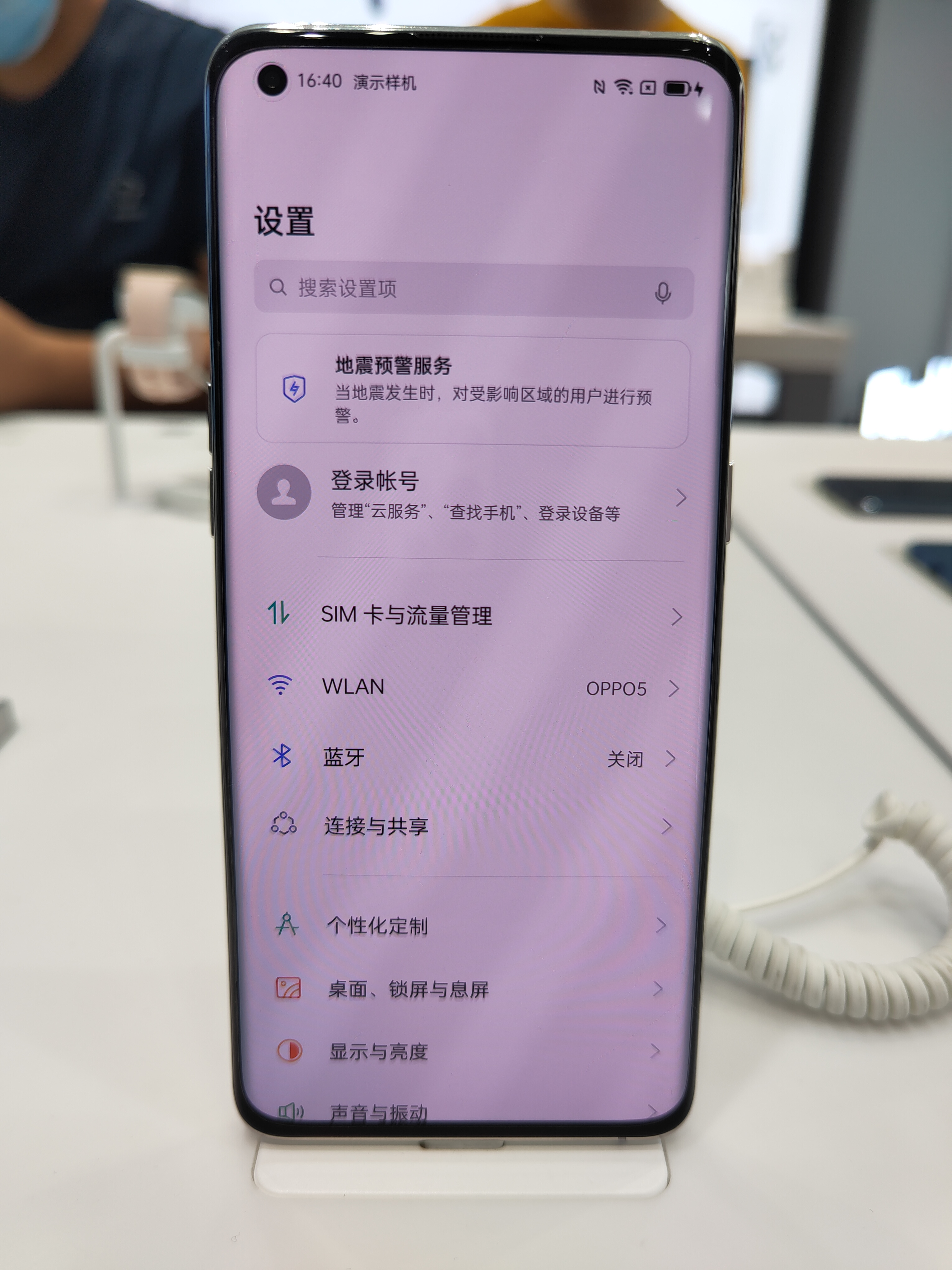
Oppo Find X3 Pro

Die Oppo Find X3-Serie besteht aus Find X3 Pro, Neo und Lite und wurde 2021 vorgestellt. Die Reihe löst die Find X2-Reihe ab, das Find X3 Pro ist das wieder das Flaggschiff-Smartphone von Oppo im Jahr 2021.

### Oppo Find X5

#### Oppo Find X5 Lite
Das Oppo Find X5 Lite wurde im Februar 2022 vorgestellt. Das Gerät besitzt ein AMOLED-Display, das mit 2400 × 1080 Pixel (409 PPI) auflöst, mit einer Bildwiederholrate von 90 Hertz, gefertigt aus Corning Gorilla Glass 5. Die Kamera besitzt drei Linsen, mit 64, 8 und 2 Megapixel, die Frontkamera mit 32 Megapixel. Als Prozessor wird hier der MediaTek Dimensity 900 verwendet, dazu kommen 8 Gigabyte Arbeitsspeicher und 256 Gigabyte Interner Speicher, der über Speichererweiterung auf ein Terabyte erweitert werden kann. Der Akku hat eine Kapazität von 4.500 mAh, das Smartphone ist 6,43 Zoll (16,33 cm) groß und 173 Gramm schwer. Das Smartphone verfügt außerdem über Dual-SIM, NFC und unterstützt den Mobilfunkstandard 5G. Bei Marktstart war das aktuelle Betriebssystem Android 11.

#### Oppo Find X5
Das Oppo Find X5 wurde im Februar 2022 vorgestellt. Es verfügt über ein AMOLED-Display, mit einer Auflösung von 2400 × 1080 Pixel (402 PPI), mit einer Bildwiederholrate von 120 Hertz, gefertigt aus Corning Gorilla Glass Victus. Oppo verbaut hier drei Linsen, mit 50, 50 und 13 Megapixel, die Frontkamera mit 32 Megapixel. Als Prozessor kommt der  Qualcomm Snapdragon 888, der Flaggschiffprozessor aus 2021 zum Einsatz. Dazu kommen 8 Gigabyte Arbeitsspeicher und 256 Gigabyte Interner Speicher. Der Akku hat eine Kapazität von 4.800 mAh, das Smartphone ist 6,55 Zoll (16,63 cm) groß und 196 Gramm schwer. Das Find X5 verfügt des Weiteren noch über Dual-SIM, eSIM, NFC, kann kabellos geladen werden, ist IP54 zertifiziert (spritzwassergeschützt) und unterstützt den Mobilfunkstandard 5G. Bei Marktstart war das aktuelle Betriebssystem Android 12.

#### Oppo Find X5 Pro
Das Oppo Find X5 Pro ist das Flaggschiff-Smartphone von Oppo im Jahr 2022. Es besitzt ein AMOLED-Display, das mit 3126 × 1440 Pixel (525 PPI) auflöst, mit einer Bildwiederholrate von 120 Hertz, gefertigt aus Corning Gorilla Glas Vitus. Die Kamera verfügt über drei Linsen, Ultraweitwinkel-, Haupt- und Teleobjektiv, mit 50, 50 und 13 Megapixel. Eine Besonderheit ist, dass Oppo hier bei der Ultraweitwinkel- und der Hauptkamera den gleichen Sensor verbaut, sodass zwischen den beiden Linsen qualitativ kein Unterschied besteht. Die Telefotokamera verfügt über 5-fachen optischen Zoom und 20-fachen Digitalzoom. Der Sensor der Frontkamera ist 32 Megapixel groß. Als Prozessor verbaut Oppo den Flaggschiffprozessor Qualcomm Snapdragon 8 Gen 1. Dazu kommen 8 Gigabyte Arbeitsspeicher und 256 Gigabyte Interner Speicher, Speichererweiterung wird nicht angeboten. Der Akku hat eine Kapazität von 5.000 mAh, dieser kann mit 80 Watt von null auf 50 % in 12 Minuten geladen werden, das Smartphone ist 6,7 Zoll (17,02 cm) groß und 221 Gramm schwer. Anzumerken ist auch hier wieder die Verwendung von hochwertigeren Materialien, im Gegensatz zu den anderen Geräten von Oppo besteht hier die Rückseite aus Keramik. Das Find X5 Pro verfügt über Dual-SIM, eSIM, NFC, kann kabellos geladen werden, ist IP68-zertifiziert und damit gegen Wasser und Staub geschützt und unterstützt den Mobilfunkstandard 5G. Bei Marktstart war das aktuelle Betriebssystem Android 12.

### Oppo Find X8

#### Oppo Find X8 Pro
Das Oppo Find X8 Pro erscheint mit einem 6,78 Zoll LTPO-AMOLED-Display mit einer Auflösung von 2780 × 1264 Pixeln (450 PPI) und einer Bildwiederholrate von 120 Hertz.
Bei der Hauptkamera verbaut Oppo vier Objektive. Das Find X8 Pro verfügt hier über eine 50-Megapixel-Weitwinkelklamera mit einer f/1.6-Blende, einem Autofokus sowie optischer Bildstabilisierung und eine 50-Megapixel-Ultraweitwinkelkamera mit einer f/2.0-Blende und einem 120°-großen Aufnahmewinkel. Oppo verwendet zwei Teleobjektive jeweils mit einer Auflösung von 50 Megapixeln, mit f/2.6- und mit einer f/4.3-Blende sowie 3-fach bzw. 6-fach-optischen Zoom, beide Kameras haben außerdem einen Autofokus und optische Bildstabilisierung. Oppo verbaut erstmals eine Kamerataste.
Als Prozessor kommt der MediaTek Dimenity 9400 zum Einsatz, das Find X8 Pro verfügt wahlweise über 12 bzw. 16 GB Arbeitsspeicher sowie 256, 512 GB oder 1 TB internem Speicher (UFS 4.0). Oppo verbaut 5910 mAh starken Akku mit der neuen Silizuim-Kohlenstoff-Technologie, durch welche die Effizienz verbessert und die Laufzeit erhöht. Aufgeladen werden kann das Find X8 Pro kabelgebunden mit 80 Watt sowie kabellos (QI) mit 50 Watt.
Die Abmessungen des Oppo Find X8 Pro sind 162,67 × 76,67 × 8,25 mm, das Smartphone wiegt 215 Gramm. Das Smartphone ist in Schwarz sowie in einem weißen Marmor-Farbton erhältlich
Das Oppo Find X8 Pro verfügt außerdem über Dual-SIM, Bluetooth 5.4, USB Typ-C 3.2 Gen 1, NFC, und unterstützt den WiFi 7 sowie 5G. Oppo verbaut wie auch Oneplus den Alert-Slider, durch den das Smartphone auf Lautlos, Vibrieren oder Klingeln gestellt werden kann. Oppo garantiert fünf Android-Versionsupdates sowie 6 Jahre Sicherheitsunterstützung, das Find X8 Pro wurde am 24. November 2024 vorgestellt und erscheint mit Android 15.

## Oppo Reno-Serie

### Oppo Reno 2
Das Oppo Reno 2 wurde bereits im November 2019 vorgestellt. Das Gerät verfügt über ein AMOLED-Display, dass mit 2400 × 1080 Pixel (401 PPI) auflöst. Die Kamera besteht aus vier Linsen, mit 48, 8, 13 und 2 Megapixel, die ausfahrbare Frontkamera hat 16 Megapixel. Als Prozessor ist der Qualcomm Snapdragon 730G verbaut, dazu kommen 8 Gigabyte Arbeitsspeicher und 256 Gigabyte Interner Speicher. Der Akku hat eine Kapazität von 4.000 mAh, das Smartphone ist 6,5 Zoll groß und 189 Gramm schwer. Das Smartphone verfügt über NFC und Dual-SIM. Bei Marktstart war das aktuelle Betriebssystem Android 9.

### Oppo Reno 4

#### Oppo Reno 4 Z 5G
Das Oppo Reno 4 Z 5G wurde im Oktober 2020 vorgestellt. Es besitzt ein LC-Display, welches mit 2400 × 1080 Pixel (405 PPI) auflöst, und durch Corning Gorilla Glass 3 geschützt ist. Die Kamera ist eine Quad-Kamera, mit 48, 8, 2 und 2 Megapixel, die Frontkamera besitzt zwei Linsen, mit 16 und 2 Megapixel. Im Reno 4 Z 5G kommt als Prozessor der MediaTek Dimensity 800 zum Einsatz, dazu kommen 8 Gigabyte Arbeitsspeicher und 128 Gigabyte Interner Speicher. Der Akku hat eine Kapazität von 4.000 mAh, das Smartphone ist 6,5 Zoll groß und 184 Gramm schwer. Das Gerät verfügt über NFC und Dual-SIM und unterstützt den neuen Mobilfunkstandard 5G. Bei Marktstart war das aktuelle Betriebssystem Android 10.

#### Oppo Reno 4 5G
Das Oppo Reno 4 5G wurde im Oktober 2020 vorgestellt. Das Smartphone verfügt über ein AMOLED-Display, dass mit 2400 × 1080 Pixel (411 PPI) auflöst, gefertigt aus Corning Gorilla Glass 3. Die Kamera ist eine Triple Kamera, mit 48, 8 und 2 Megapixel, die Frontkamera besitzt auch hier zwei Linsen, mit 32 und 2 Megapixel. Als Prozessor wird hier der Qualcomm Snapdragon 765G verbaut, dazu kommen 8 Gigabyte Arbeitsspeicher und 128 Gigabyte Interner Speicher. Der Akku hat eine Kapazität von 4.020 mAh, das Smartphone ist 6,4 Zoll groß und 183 Gramm schwer. Das Reno 4 5G verfügt über NFC, ist IP54 zertifiziert und unterstützt den neuen Mobilfunkstandard 5G. Bei Marktstart war das aktuelle Betriebssystem Android 10.

#### Oppo Reno 4 Pro 5G
Das Oppo Reno 4 Pro 5G wurde im Oktober 2020 vorgestellt. Es verfügt über ein AMOLED-Display, welches mit 2400 × 1080 Pixel (406 PPI) auflöst, gefertigt aus Corning Gorilla Glass 5. Die Kamera des Smartphones verfügt über vier Linsen, mit 48, 12, 13 und 2 Megapixel, die Frontkamera über 32 Megapixel. Im Reno 4 Pro 5G verbaut Oppo als Prozessor den Qualcomm Snapdragon 750G, dazu kommen 12 Gigabyte Arbeitsspeicher und 256 Gigabyte Internen Speicher. Speichererweiterung wird nicht angeboten. Der Akku des Smartphones hat eine Kapazität von 4.000 mAh, das Gerät ist 6,5 Zoll groß und 172 Gramm schwer. Das Reno 4 Pro 5G verfügt über NFC und Dual-SIM, außerdem unterstützt es den neuen Mobilfunkstandard 5G. Bei Marktstart war das aktuelle Betriebssystem Android 10.

### Oppo Reno 6

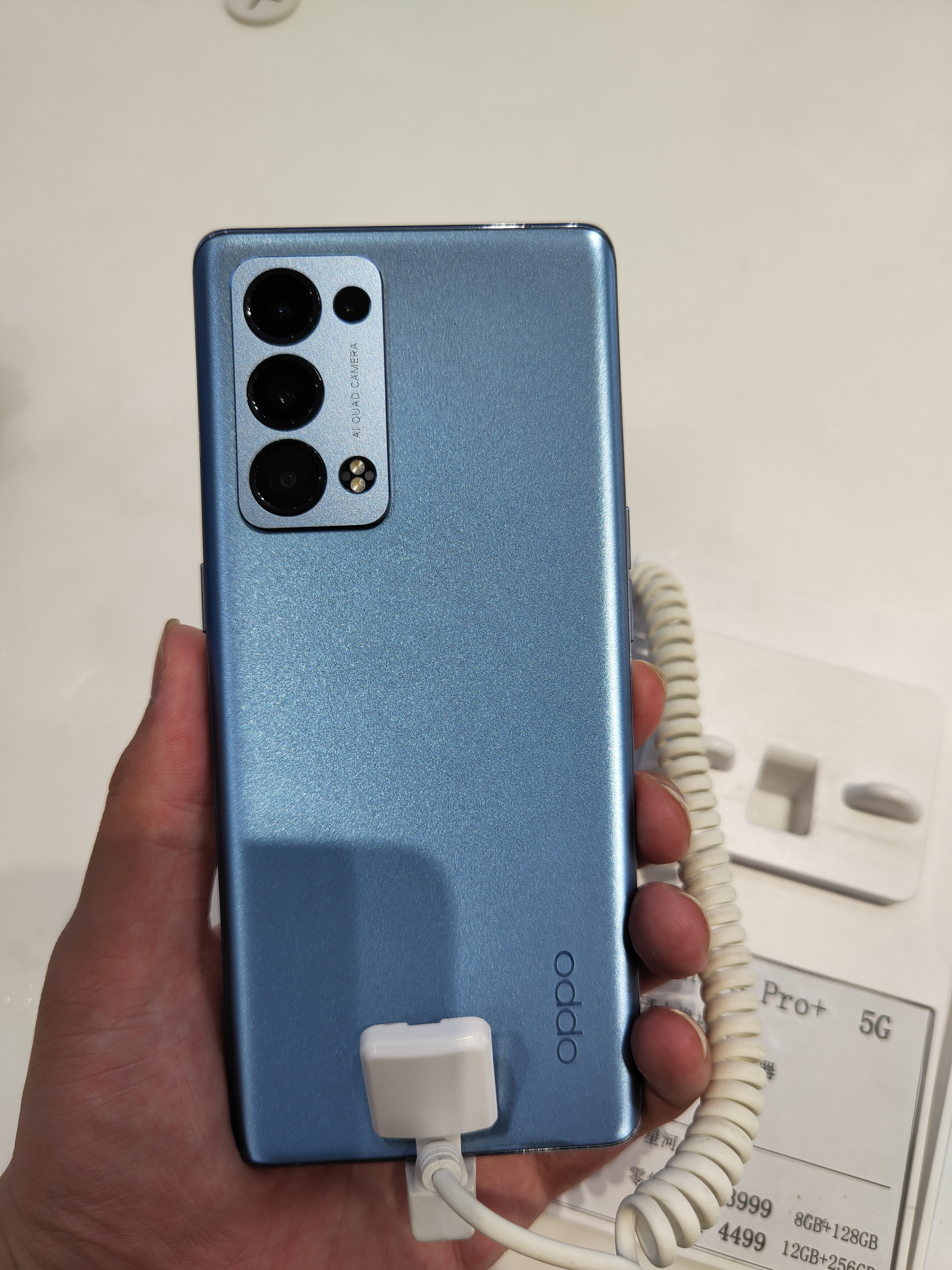
Rückseite des Oppo Reno 6 Pro+

#### Oppo Reno 6 5G
Das Oppo Reno 6 5G wurde im September 2021 vorgestellt. Das Smartphone verfügt über ein AMOLED-Display, das mit 2400 × 1080 Pixel (411 PPI) auflöst. Die Kamera besitzt drei Linsen, mit 64, 8 und 2 Megapixel, die Frontkamera mit 32 Megapixel. Als Prozessor kommt der MediaTek Dimension 900 zum Einsatz, dazu kommen 8 Gigabyte Arbeitsspeicher und 128 Gigabyte Interner Speicher. Der Akku hat eine Kapazität von 4.300 mAh, das Smartphone ist 6,43 Zoll groß und 182 Gramm schwer. Das Smartphone verfügt über NFC, ist IP54 zertifiziert und unterstützt den neuen Mobilfunkstandard 5G. Bei Marktstart war das aktuelle Betriebssystem Android 11.